# Alison Sinclair
Alison Jane Sinclair é professora de virologia molecular na Universidade de Sussex, onde dirige o Laboratório Sinclair. Os seus interesses de pesquisa incluem o vírus Epstein Barr. Ela é membro da Royal Society of Biology e membro sénior da Higher Education Academy.